# Serafino Mazzarochi
Serafino Mazzarochi (født 2. februar 1890, død 21. april 1961) var en italiensk gymnast, som deltog i OL 1912 i Stockholm. 
Mazzarochi stillede ved OL 1912 op i mangekamp både individuelt og i holdkonkurrencen. I den individuelle konkurrence blev han nummer tre med 131,50 point efter landsmanden Alberto Braglia, der vandt med 135,00 point, og franskmanden Louis Ségura, der blev toer med 132,50 point. I holdkonkurrencen, som optrådte på OL-programmet første gang dette år, konkurrerede hold med mellem 16 og 40 gymnaster mod hinanden, og italienerne med seks af de ti bedste i den individuelle konkurrence vandt sikkert med 53,15 point, mens ungarerne på andenpladsen opnåede 45,45 point og briterne på tredjepladsen 36,90 point.